# Клавикорд
Клавико́рд (от лат. clavis — «ключ» и др.-греч. χορδή — «струна»), в русской традиции также клавико́рды (во мн.ч.) — клавишный струнный ударно-зажимной музыкальный инструмент, один из предшественников хаммерклавира и современного фортепиано.
Клавикорд является одним из старейших клавишных инструментов и происходит от древнего монохорда. Время изобретения клавикорда неизвестно. Впервые название «клавикорд» упоминается в документах 1396 года, а самый старый сохранившийся инструмент был создан в 1543 году Домеником Пизанским (лат. Domenicus Pisaurensis) и находится сейчас в Лейпцигском музее музыкальных инструментов.
Звук на клавикорде извлекается при помощи металлических штифтов с плоской головкой — тангентов. Характерным исполнительским приёмом игры на клавикорде является бебунг — род «клавишного вибрато», который невозможен на других клавишных инструментах. Звук, получаемый от одной струны, получался очень тихим, поэтому для усиления звука применялось удвоение и утроенние струн для каждого звука, этот метод используется неизменно в фортепиано. Диапазон клавикорда менялся со временем: изначально, он составлял две с половиной октавы, с середины XVI века увеличился до четырёх, а в дальнейшем равнялся уже пяти октавам. Иногда нижняя октава бывала укороченной, то есть частично диатонической.
Существует две разновидности клавикорда: свободный, с полным набором струн, когда каждой клавише соответствует отдельная струна, и связанный, с редуцированным набором струн, когда тангенты нескольких, чаще всего двух или трёх, клавиш ударяют одну и ту же струну в разных местах. Устройство связанного клавикорда позволяет существенно уменьшить число струн, однако, делает невозможным одновременное исполнение соответствующих нот. Клавикорды использовались преимущественно для домашнего музицирования, но были и разновидности с несколькими мануалами и педалью, которые использовались органистами для занятий. Размер клавикорда в зависимости от разновидности и диапазона — от небольших инструментов, имеющих форму книги, до сравнительно больших с корпусом длиной 1,5 м.
Наибольшего расцвета клавикордная музыка достигла в XVII—XVIII веках, а в начале XIX века окончательно вытесняется фортепиано. Для клавикорда создавали произведения такие великие композиторы, как И. С. Бах, его сын К. Ф. Э. Бах, В. А. Моцарт и даже Л. ван Бетховен.